# Michael Malbranc
Michael Malbranc (* 11. März 1953) ist ein ehemaliger deutscher Fußballschiedsrichter.

## Karriere
Hauptberuflich betrieb Malbranc ab dem Beginn der 1980er Jahre einen Sportladen am Mundsburger Damm in Hamburg-Uhlenhorst. Im Februar 1982 erlitt er bei einem Autounfall einen Schädelbruch.
Sein erstes Bundesligaspiel leitete das Mitglied des Hummelsbütteler SV im November 1990. Insgesamt brachte er es bis 1997 auf 64 Bundesliga-Partien, in denen er 29 Mal einen Spieler des Platzes verweisen musste. Am 20. August 1991 zeigte er dem ebenfalls aus Hamburg stammenden Stefan Effenberg (damals FC Bayern München) die erste Gelb-Rote Karte der Bundesliga-Geschichte.

## Das letzte Bundesligaspiel
Am 2. Spieltag der Saison 1997/98 führte der TSV 1860 München gegen den Karlsruher SC in der 88. Minute mit 2:1, als der Karlsruher Sean Dundee ein Tor erzielte. Obwohl Malbranc unmittelbar vor dem Torschuss das Spiel mit einem Pfiff unterbrochen hatte, erkannte er das Tor anschließend an. Malbranc gab an, er habe „die Wahrnehmung gehabt, erst nach dem Tor gepfiffen zu haben“. Da die TV-Aufnahmen den Pfiff vor dem Torschuss belegten, setzte der DFB ein Wiederholungsspiel an. Die FIFA jedoch rügte den DFB und hob das Urteil kurz darauf mit der Begründung, es habe sich um eine Tatsachenentscheidung gehandelt, wieder auf. Malbranc erhob schwere Vorwürfe gegen den damaligen DFB-Präsidenten Egidius Braun, der ihn angeblich zu einer Falschaussage gedrängt habe, um Ärger mit der FIFA zu entgehen. Malbranc blieb bei seiner Darstellung und erklärte knapp vier Monate nach dem Spiel seinen Rücktritt als DFB-Schiedsrichter.

## Nach der Bundesliga
Im Herbst 1997 leitete er noch drei Zweitliga-Spiele, er blieb dem Fußball nach dem Ende seiner Bundesliga-Zeit unter anderem als Sichter und Betreuer des Schiedsrichter-Nachwuchses erhalten.